# Maredsous (cervesa)

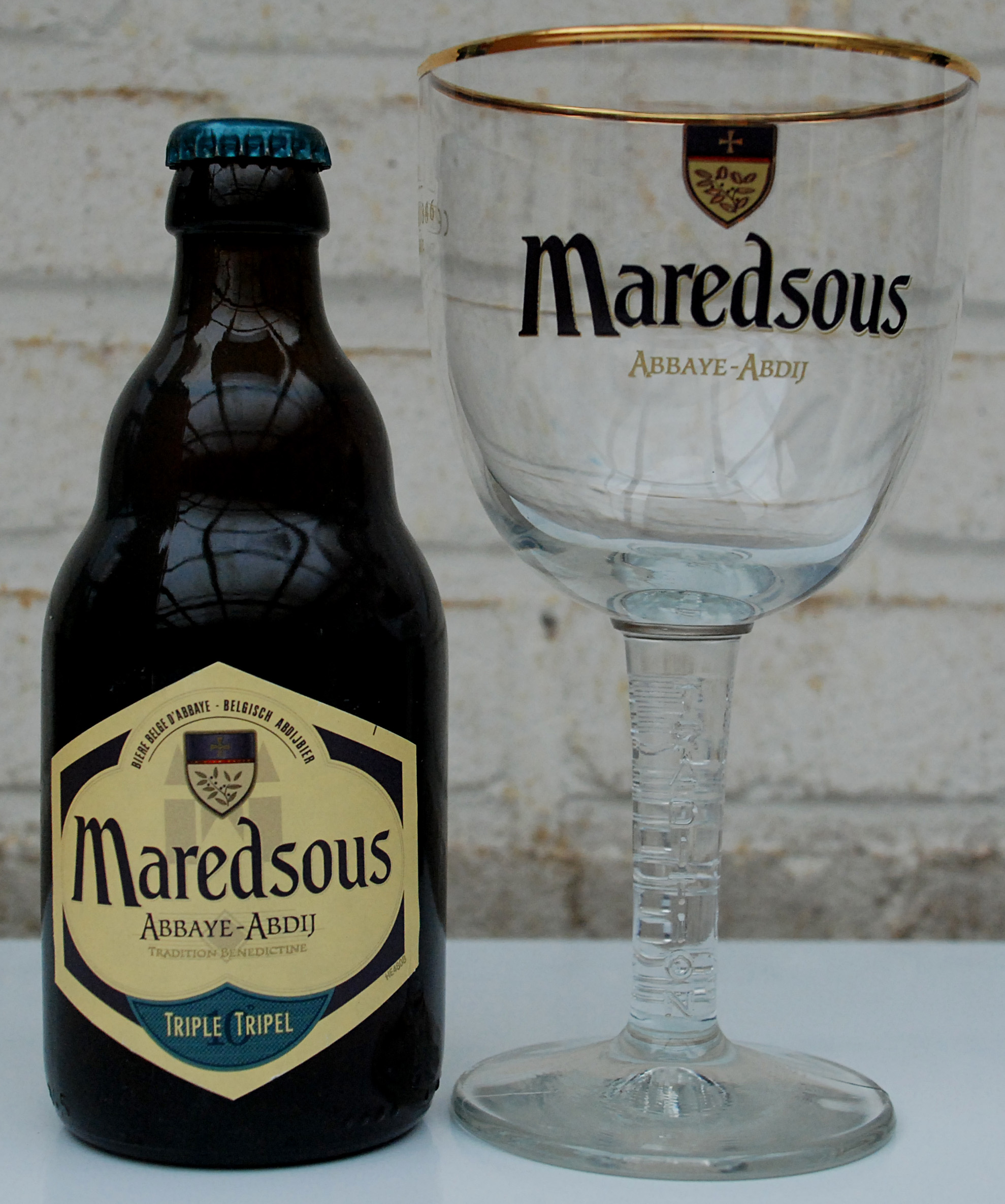
Maredsous tripel

La cervesa de Maredsous és una cervesa belga de fermentació alta.
Curiosament, aquesta cervesa mai ha estat produïda a l'Abadia de Maredsous, a la Província de Namur però sí es pot degustar a l'abadia. Des de 1963, l'abadia ha lliurat la producció i comercialització a la cerveseria Duvel Moortgat que també fabrica la cervesa Duvel.
La cervesa es filtra abans de ser embotellada, la qual cosa li dona una gran nitidesa.

## Varietat de cerveses
Es pot trobar en tres formats:
- Maredsous 6 rossa
- Maredsous 8 negra
- Maredsous 10 tripel triple malt